# Drosophila goureaui
Drosophila goureaui är en tvåvingeart som beskrevs av Elmo Hardy och Kenneth Y. Kaneshiro 1972. Drosophila goureaui ingår i släktet Drosophila och familjen daggflugor.
Artens utbredningsområde är Hawaii.